# Diadelia vadoni
Diadelia vadoni är en skalbaggsart som beskrevs av Stefan von Breuning 1957. Diadelia vadoni ingår i släktet Diadelia och familjen långhorningar.
Artens utbredningsområde är Madagaskar. Inga underarter finns listade i Catalogue of Life.